# آرام باباجانیان
آرام آلکساندری باباجانیان (ارمنی: Արամ Ալեքսանդրի Բաբաջանյան؛ زادهٔ ۱۶ ژانویهٔ ۱۹۵۲) یک سیاستمدار اهل ارمنستان است که از تاریخ ۱۹۹۰ تا تاریخ ۱۹۹۹ سمت نمایندگی دوره‌های اول شورای عالی جمهوری ارمنستان و اول مجلس ملی جمهوری ارمنستان را برعهده داشت.

## زندگی‌نامه
در	۱۶ ژانویهٔ ۱۹۵۲ در ایروان به دنیا آمد و از دانشگاه ملی پلی‌تکنیک ارمنستان فارغ‌التحصیل شد. 